# Vera San Payo de Lemos
Vera San Payo de Lemos (Lisboa, 1951) é uma professora, tradutora e dramaturga portuguesa. Traduziu várias obras notáveis do alemão para o português e foi galardoada com a Medalha Goethe em 2006. As suas obras foram apresentadas no palco e na televisão.

## Biografia
Nasceu em em Lisboa, em 1951. Licenciou-se em estudos germânicos na Faculdade de Letras da Universidade de Lisboa, e fez o mestrado na Faculdade de Ciências Sociais e Humanas da Universidade Nova de Lisboa. 
Em 1980 iniciou a sua colaboração com João Lourenço, que se traduziu na encenação de várias peças de teatro em que trabalharam juntos.  O seu trabalho incluiu as peças de Bertolt Brecht, do alemão Tankred Dorst, do americano Sam Shepard, do irlandês Conor McPherson, do austríaco Werner Schwab, de Botho Strauss, do americano Eugene O'Neill, da britânica Shelagh Delaney, da canadiana Carole Fréchette e de William Shakespeare. 
As suas peças com Lourenço foram encenadas no Teatro Aberto, Teatro Nacional de São Carlos e Teatro Nacional D. Maria II. 

## Prémios
Ao longo da sua carreira foi distinguida com vários prémios, entre eles: 
- Em 1998 e em 2002, foi galardoada com o Prémio Austríaco de Tradução Literária, pelo seu trabalho de tradução das difíceis obras de Werner Schwab [1]

- Foi-lhe atribuído o Prémio da Crítica da Associação Portuguesa de Críticos de Teatro, em 2003 [7][8][9]

- É distinguida com a Medalha Goethe em 2006 [2][6]

## Ligações Externas
- Arquivos RTP | Vera San Payo de Lemos entrevistada por Ana Sousa Dias, no programa Por Outro Lado (2004)
- Goethe-Institut Portugal | Dossier De Futuro: Entrevista feita a Vera San Payo de Lemos por Carolina Franco (2022)